# Raión de Tulchyn
Raión de Tulchýn (en ucraniano: Тульчинський район) es un raión o distrito de Ucrania en el óblast de Vínnytsia. La capital es la ciudad de Tulchýn.
Comprende una superficie de 3858,4 km².

## Demografía
Según estimación 2010 contaba con una población total de 152 281 habitantes.

## Otros datos
El código KOATUU es 524300000. El código postal 23600 y el prefijo telefónico +380 4335.